# Ziemovit V van Mazovië
Ziemovit V van Mazovië (circa 1389 - 17 februari 1442) was van 1426 tot 1434 hertog van Płock en van 1434 tot 1442 hertog van Rawa. Hij behoorde tot de Mazovische tak van het huis Piasten.

## Levensloop
Ziemovit V was de oudste zoon van hertog Ziemovit IV van Mazovië en diens echtgenote Alexandra van Litouwen, dochter van grootvorst Algirdas. Hij bracht zijn jonge jaren door aan het hof van de Poolse koning Wladislaus II Jagiello en vocht in 1410 aan de zijde van Wladislaus II in de Slag bij Tannenberg. In 1416 assisteerde hij de Poolse koning bij het Concilie van Konstanz.
Rond 1420 gaf zijn vader wegens toenemende blindheid de regeringszaken grotendeels door aan zijn twee oudste zonen, Ziemovit V en Casimir II. Na het overlijden van zijn vader in 1426 erfde hij samen met zijn broers Casimir II, Wladislaus I en Trojden II de hertogdommen Płock, Rawa, Gostynin, Sochaczew, Belz, Płońsk, Zawkrze en Wizna. Om hun posities en domeinen niet te verzwakken, beslisten de broers hun domeinen gezamenlijk te besturen en niet onderling te verdelen. Op 8 september 1426 huldigden de vier broers de Poolse koning Wladislaus II Jagiello in Sandomierz.
Hoewel de Mazovische hertogen de autoriteit van de Poolse koning erkenden, bleef de relatie tussen Polen en Mazovië gespannen. De reden hiervoor was het conflict dat de broers hadden met Stanisław z Pawłowic, de bisschop van Płock en een trouwe aanhanger van Wladislaus II Jagiello. De broers beschuldigden hem er onder meer van om despotisch te regeren en intriges ten hen te voeren om hen in een moeilijke positie tegenover de Poolse koning te brengen. Volgens de Mazovische hertogen had de bisschop documenten vervalst om aan te tonen dat ze samenzwoeren om Wladislaus II Jagiello te vermoorden. Het dispuut werd zodanig ernstig dat de Duitse Orde, de paus en keizer Sigismund zelfs tussen moesten komen. Uiteindelijk verloren Ziemovit V en zijn broers de zaak en werd de bisschop vrijgesproken van alle beschuldigingen.
In de oorlog die in 1431 uitbrak tussen het Poolse koninkrijk en grootvorst Švitrigaila van Litouwen, kozen de Mazovische hertogen de Poolse zijde en nam Ziemovit V het commando van de Poolse troepen op zich. De militaire campagne was een groot succes en eindigde op 2 september 1431 met het ondertekenen van een bestand. Als beloning voor zijn hulp kreeg Ziemovit V van de Poolse koning het district Zhidachev toegewezen. De goede relatie met het Poolse koninkrijk werd in 1432 echter plotseling onderbroken toen Ziemovit V gesprekken begon met de Duitse Orde in Działdowo en hij samen met de Litouwse grootvorst Švitrigaila onderhandelingen was begonnen om een gezamenlijke alliantie tegen Polen te sluiten. De afzetting van Švitrigaila later dat jaar maakte echter een einde aan de onderhandelingen. Tezelfdertijd zorgden de slechte relaties tussen Ziemovit V en de Duitse Orde ervoor dat hij frequente contacten begon met het hertogdom Pommeren en dat hij in 1433 deelnam aan de militaire expeditie van de Hussieten in Pommeren.
Na het overlijden van de Poolse koning Wladislaus II Jagiello was Ziemovit V in 1434 kandidaat voor de Poolse kroon. Ziemovit kon rekenen op de steun van Spytek van Melsztyn, en hij verzette zich onmiddellijk tegen de politieke invloed van bisschop van Krakau Zbigniew Oleśnicki. Op 13 juli 1434 verdedigde de bisschop tijdens een vergadering in Opatów op een hevige manier de rechten van de nakomelingen van Wladislaus II Jagiello en werd de kandidatuur van Ziemovit V verworpen. Ziemovit V aanvaardde al snel de nieuwe Poolse koning Wladislaus III en op 25 juli 1434 woonde hij samen met zijn broer Casimir II de kroning van de jonge Poolse monarch bij.  
Op 31 augustus 1434 beëindigden Ziemovit V en zijn nog levende broers Casimir II en Wladislaus I hun gezamenlijke regering en verdeelden ze hun domeinen onderling. Hierbij kreeg hij het bezit over de districten Rawa, Gostynin en Sochaczew. Na de onderlinge gebiedsverdeling verminderde de politieke activiteit van Ziemovit V drastisch. Wel ondertekende hij op 31 december 1435 de Vrede van Brześć Kujawski, die de oorlog tussen Polen en de Duitse Orde beëindigde, en was hij op 20 april 1438 aanwezig bij de Conferentie van Nowy Korczyn, waarbij de Poolse adel koning Wladislaus III afraadde om de Boheemse kroon voor zijn broer Casimir te weigeren.
Ziemovit V stierf in februari 1442 zonder mannelijke nakomelingen na te laten en hij werd bijgezet in de parochiekerk Sint-Petrus-en-Paulus in Rawa. De districten Rawa en Sochaczew gingen naar zijn broer Wladislaus I, terwijl zijn weduwe het district Gostynin erfde.

## Huwelijk en nakomelingen
Tussen 15 oktober 1434 en 17 februari 1437 huwde Ziemovit met Margaretha (1410-1459), dochter van hertog Jan II van Ratibor en weduwe van hertog Casimir I van Auschwitz. Ze kregen een dochter:
- Margaretha (1436/1440-1483/1485), huwde tussen 1447 en 1453 met hertog Koenraad IX van Oels